# Юрий Козлов
Юрий Олегов Козлов е български политик от „Продължаваме промяната“. Народен представител в XLVII народно събрание.

## Биография
Юрий Козлов е роден на 12 април 1955 г. в град София, Народна република България. Завършва специалност „Руска филология“ – магистър, със специализация в института „Пушкин“ в Москва и в института „Херцен“ в тогавашния Ленинград, днес Санкт Петербург.
На парламентарните избори през ноември 2021 г. като кандидат за народен представител е 2-ри в листата на „Продължаваме промяната“ за 26-и МИР – София-област, откъдето е избран.